# Cellino San Marco
Cellino San Marco es una localidad italiana de la provincia de Brindisi, región de Puglia, con 6.756 habitantes.

## Evolución demográfica
| Gráfica de evolución demográfica de Cellino San Marco entre 1861 y 2001 |
|                                                                         |
| Fuente ISTAT - elaboración gráfica de Wikipedia                         |